# Johannes Hinderikus Egenberger

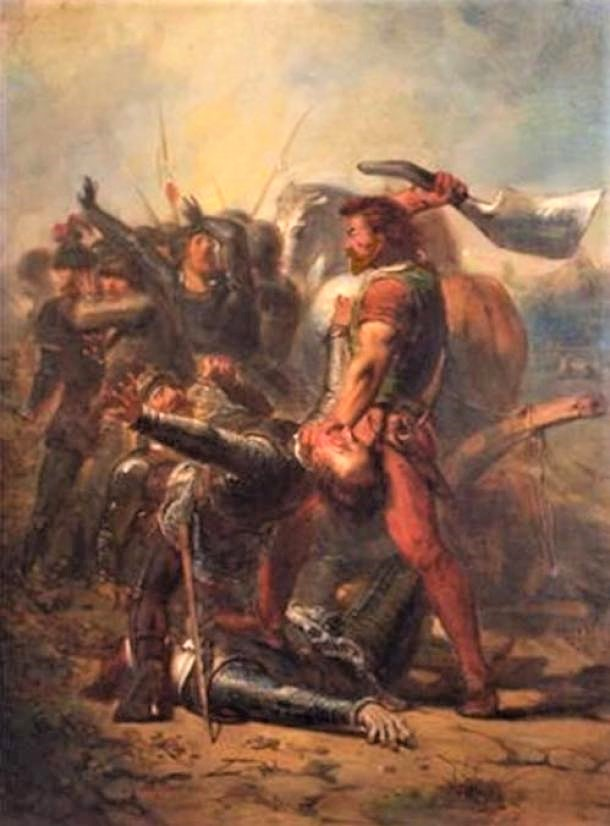
"De dapperheid van Grote Pier" (La valentía de Grote Pier), 1516, por Johannes Hinderikus Egenberger, (Arnhem 1822-Utrecht 1897).

Johannes Hinderikus Egenberger (Arnhem, 22 de abril de 1822-Utrecht, 14 de mayo de 1897) fue un artista de los Países Bajos, dedicado a la pintura, la fotografía y la escultura.

## Datos biográficos
Egenberger recibió las primeras lecciones de pintura de su tío, el artista de Ámsterdam Louis Henri de Fonteney. Más tarde asistió a clases en la Academia Estatal de Ámsterdam (1840-1848). Desde 1852 fue profesor asistente en la Academia Estatal.

## En laAcademia Minerva
En 1857 fue nombrado Egenberger director de la Academia Minerva en Groninga. Además de trabajar en la academia, Egenberger desarrolla de forma individual su labor como fotógrafo. Fue el primero en 1864 en establecer un estudio fotográfico en Groninga. Renunció como director y se dedicó plenamente a sus actividades artísticas. Ese mismo año abrió una sucursal en Leeuwarden, donde Jan Hoen, que estaba casado con la prima de Egenberger Louise de Fontenay, era gerente de la tienda. Egenberger no podía sobrevivir con sus talleres de fotografía y cierra alrededor de 1865. Solicitó y recibió permiso para regresar como director en la Academia Minerva. Permaneció como profesor en la academia durante treinta años, y en 1895 se retiró. Entre los alumnos de Egenberger se encuentran Otto Eerelman, Albert Hahn, H.W. Mesdag y F.H. Bach.

## Trabajos
Egenberger inicia su carrera artística como pintor de historia. Junto con Jacob Fox (1850-1854) trabajó en la Galería de Historia con temas de la historia nacional. En 1854, en colaboración con su amigo Barend Wijnveld pinta un gran cuadro de Kenau Hasselaer. Más tarde, produce obras más mundanas, pinturas de paisajes y retratos. Para la Universidad de Groninga pintó algunos retratos de profesores. Expuso varias veces su obra pictórica en Groninga.
Su estilo de pintura muestra un desarrollo a lo largo de los años. La elección de temas, la forma de la pintura y los colores se aproximaron al estilo de la Escuela de La Haya. Egenberger tiene una gran influencia en la pintura en Groninga. A veces se le llama el abuelo del equipo. Sus trabajos figuran en las colecciones del Museo de Groninga y el Rijksmuseum.
En 1868 se puso en marcha un concurso para un nuevo monumento a Adolfo de Nassau, que fue asesinado en Heiligerlee. El diseño de Egenberger resultó ganador. Debido a que era más escultor que pintor, la obra fue subcontratada a la empresa del escultor belga Jozef Geefs. La imagen fue inaugurada el 23 de mayo de 1873 en presencia del rey Guillermo III .

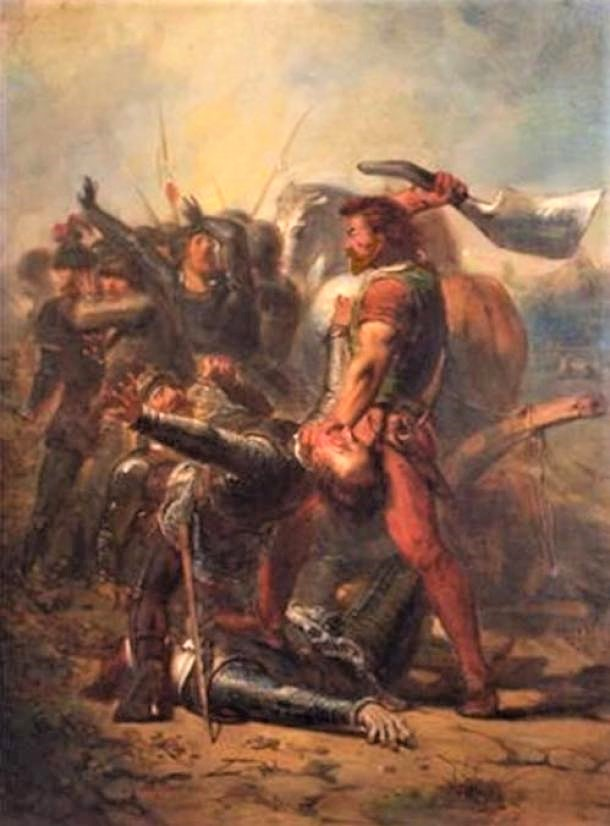
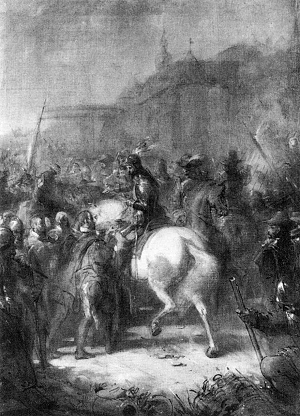
hacia 1860
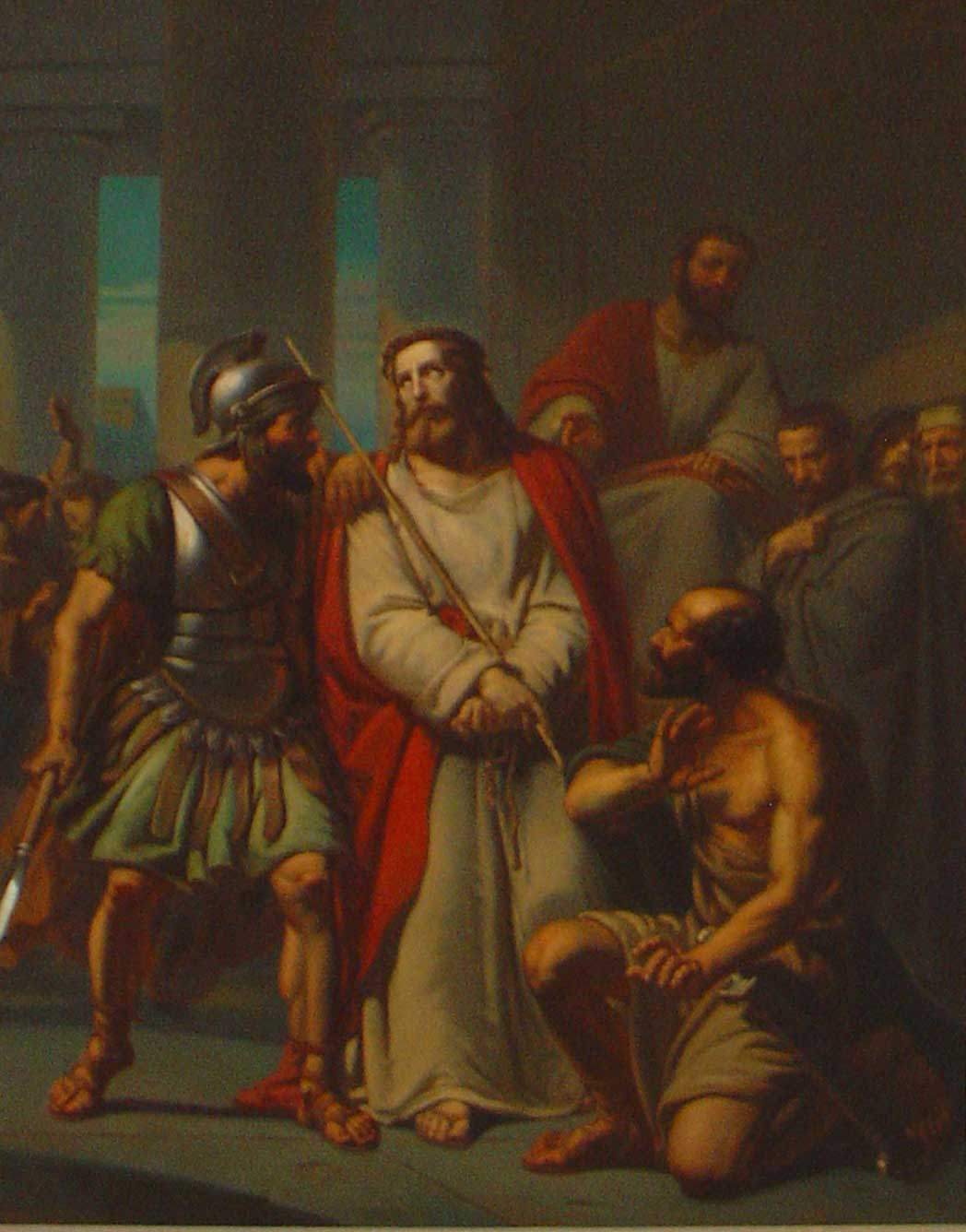
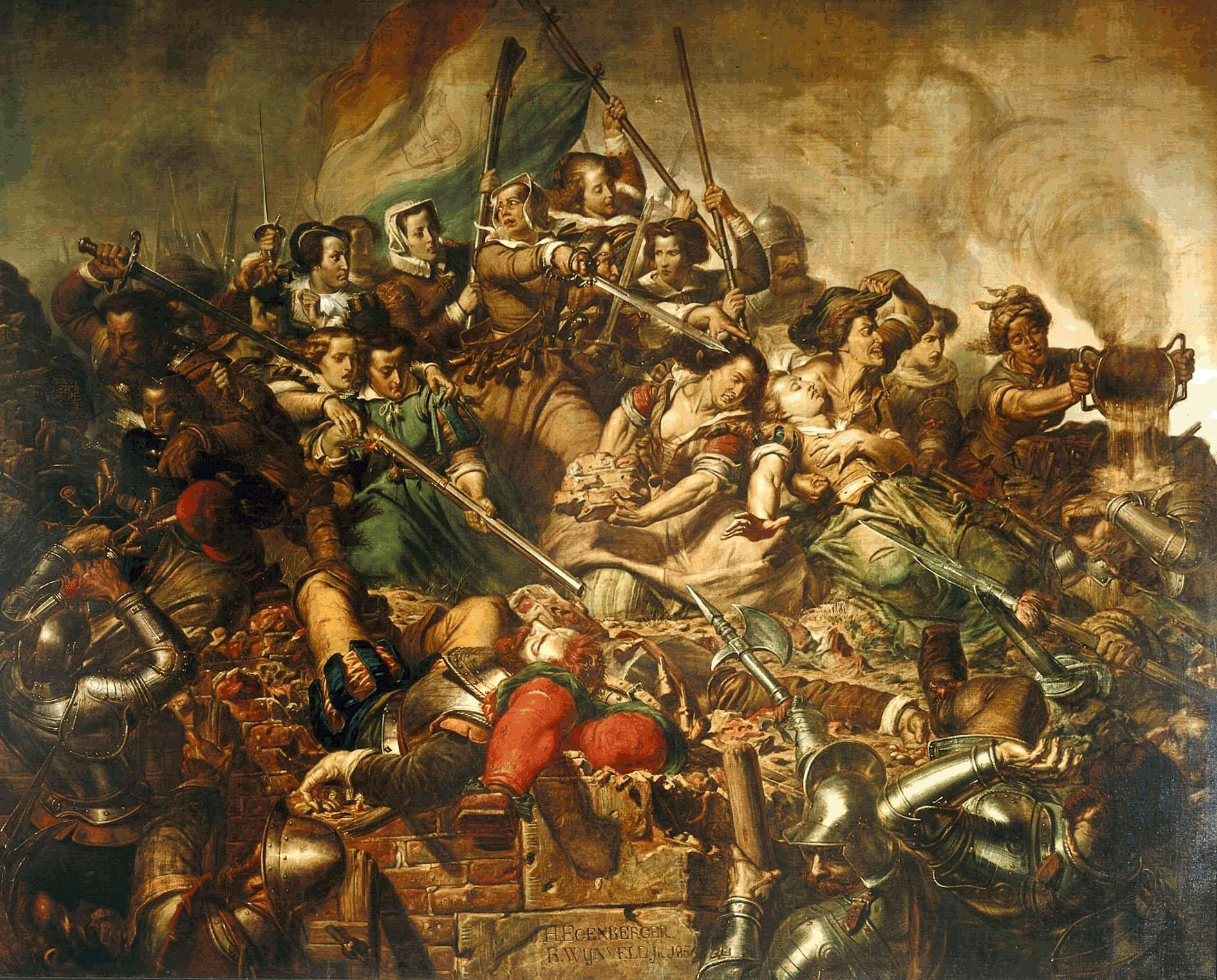
1854

Fotografías y esculturas de Johannes Hinderikus Egenberger

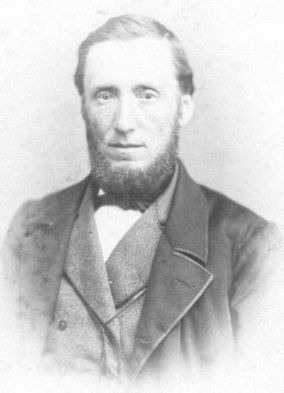
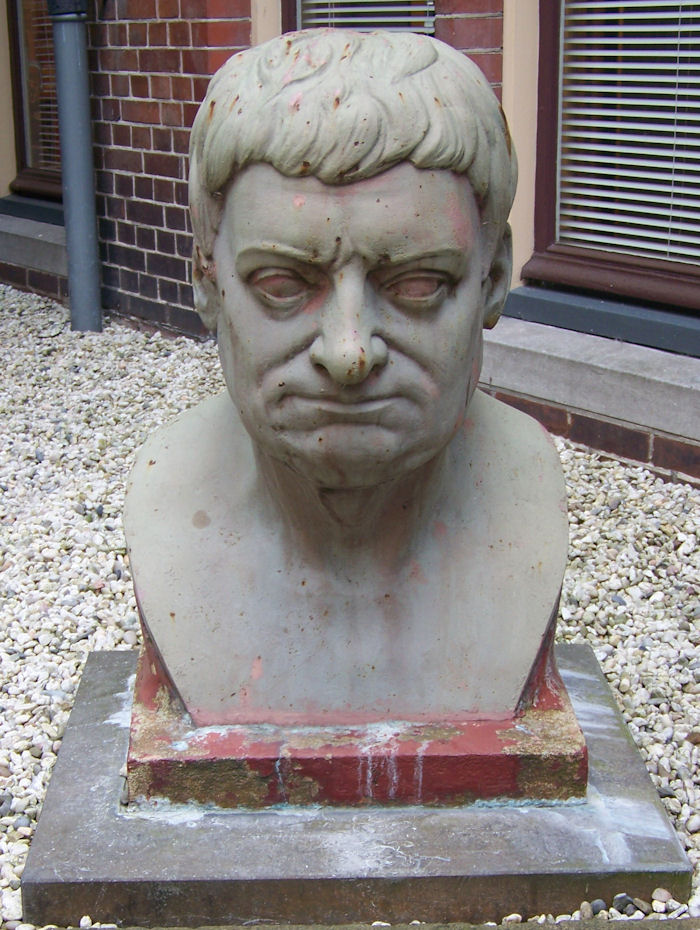
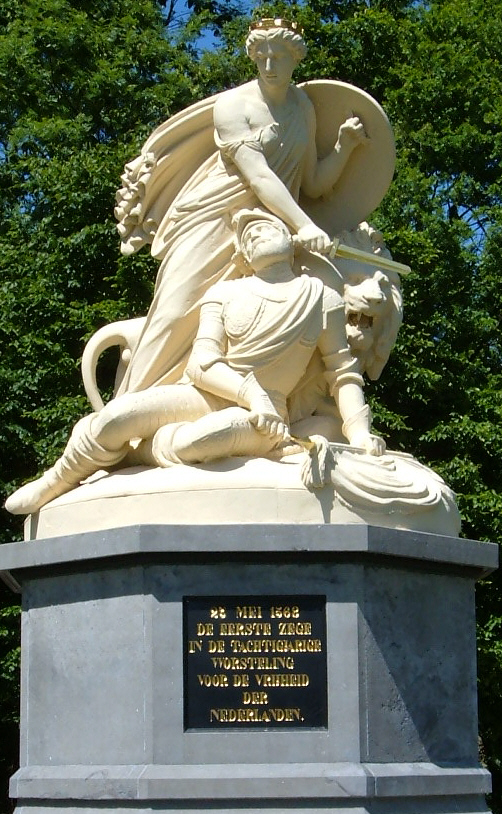